# Deutsche Gesellschaft für Infektiologie
Die Deutsche Gesellschaft für Infektiologie ist die wissenschaftliche Fachgesellschaft, die das Gebiet der humanmedizinischen Infektionslehre in Klinik, Praxis und Forschung vertritt. Sie ist Mitglied der Arbeitsgemeinschaft der Wissenschaftlichen Medizinischen Fachgesellschaften (AWMF).

## Aktivitäten
Die DGI hat interne Richtlinien zur Anerkennung als Zentrum für Infektiologie (DGI) festgelegt. Ziel einer solchen Zertifizierung von klinischen Institutionen ist die Förderung von Maßnahmen zur Qualitätssicherung und Qualitätsentwicklung in der Versorgung von erwachsenen Patienten mit akuten und chronischen Infektionskrankheiten. Gemeinsam mit der DGI hat der ständige Arbeitskreis der Kompetenz- und Behandlungszentren für Krankheiten durch hochpathogene Erreger (STAKOB) des Robert Koch-Instituts ein Infektiologie-Beratungsnetzwerk für Ärztinnen und Ärzte gegründet. Die DGI war maßgeblich an der Einführung der Zusatzbezeichnung „Infektiologie“ für Internisten und Pädiater in die (Muster-)Weiterbildungsordnung der Bundesärztekammer im Jahre 2003 beteiligt.

## Sektionen
Aufgabe der Sektionen ist es, die Ziele der Gesellschaft in einem definierten Fachgebiet zu verfolgen und ein wissenschaftliches Forum zu diesem Fachgebiet zur Verfügung zu stellen. Derzeit gibt es folgende Sektionen:
- Antibiotic Stewardship
- HIV-Medizin
- Junge Infektiologen[3]
- Mykobakteriosen
- Nosokomiale Infektionsprävention
- Pulmonale Infektionen

## Organisation
Die Gesellschaft hat ordentliche Mitglieder, korporative Mitglieder, korrespondierende Mitglieder, fördernde Mitglieder und Ehrenmitglieder. In der Regel wird einmal jährlich eine Mitgliederversammlung einberufen, die das oberste Organ der Gesellschaft ist.
Der Vorstand, der sich aus gewählten und nicht gewählten Mitgliedern zusammensetzt, führt die Geschäfte der Gesellschaft. Daneben existieren der Beirat, mehrere Sektionen, Ausschüsse und Arbeitsgemeinschaften, die sich speziellen Fachgebieten oder Aufgaben widmen.

## Preise und Ehrungen
Die DGI verleiht mehrere Preise an Personen, die herausragende wissenschaftliche Leistungen und Erkenntnisse im infektionsmedizinischen Gebiet erbracht haben und dienen insbesondere der Nachwuchsförderung. Dabei handelt es sich mit Stand September 2024 um folgende Preise:
- Meta-Alexander-Preis im Namen der gleichnamigen Stiftung
- DZIF-Doktorandenpreise gemeinsam mit dem Deutschen Zentrum für Infektionsforschung (DZIF)
- HIV / AIDS-Forschungspreis
- Antimicrobial Stewardship-Preis.

Zu Ehrenmitglieder der Gesellschaft wurden gewählt: F.-D. Goebel (München), W. Kern (Freiburg),E.T. Rietschel (Hamburg), B. R. Ruf (Leipzig) und N. Suttorp (Berlin).

## Geschichte

### Gründung
Die DGI wurde am 20. Januar 1973 im Krankenhaus München-Schwabing gegründet. Der Initiator, Werner Lang, hatte den Begriff der „Infektiologie“ eingeführt, womit im Unterschied zur Medizinischen Mikrobiologie vor allem die klinischen Aspekte der Infektionsmedizin umrissen werden sollten. Gründungsmitglieder waren Meta Alexander (Berlin), Rudolf Ackermann (Köln), Werner Drausnick (München), Felix Otto Höring (Berlin), Ernst Holzer (Chefarzt der 4. medizinischen Abteilung des Städtischen Krankenhauses München-Schwabing), Werner Lang (München), Walter Marget (München), Hans Dieter Pohle (Berlin) und Helmut Stickl (München).

### Meilensteine
1973 – DGI-Gründungsveranstaltung
1981 – Mitgliedschaft in der Arbeitsgemeinschaft der Wissenschaftlichen Medizinischen Fachgesellschaften (AWMF)
1991 – erster nationaler Kongress für Infektionskrankheiten und Tropenmedizin, KIT, in Berlin
2002 – Einführung des Curriculums und Zertifikates Infektiologe (DGI) mit 3-jähriger Weiterbildung
2003 – Qualitätssicherungsinitiative mit der Zertifizierung von Zentren Klinische Infektiologie (DGI)
2003 – Einführung der Zusatzbezeichnung Infektiologie für Internisten und Pädiater in die (Muster-)Weiterbildungsordnung der Bundesärztekammer, Anerkennung der Infektiologie als Quasi-Schwerpunkt seitens der Deutschen Gesellschaft für Innere Medizin, Gründung einer Sektion Infektiologie im Berufsverband Deutscher Internisten
2018 – Einführung des Facharztes für Innere Medizin und Infektiologie in die (Muster-)Weiterbildungsordnung der Bundesärztekammer

### Vorsitzende seit 1973
| 1973–1977 | Felix O. Höring (Berlin)              |
| 1977–1981 | Rudolf Ackermann (Köln)               |
| 1981–1985 | Ernst Holzer (München)                |
| 1985–1987 | Werner Lang (München)                 |
| 1987–1997 | Hans Dieter Pohle (Berlin)            |
| 1997–2001 | Bernhard R. Ruf (Leipzig)             |
| 2001–2007 | Frank-Detlef Goebel (München)         |
| 2007–2013 | Winfried V. Kern (Freiburg)           |
| 2013–2019 | Gerd Fätkenheuer (Köln)               |
| 2019–2023 | Bernd Salzberger (Regensburg)         |
| seit 2023 | Maria Vehreschild (Frankfurt am Main) |

## Kooperationen
Die DGI kooperiert mit folgenden Fachgesellschaften:
- Deutsche Gesellschaft für Tropenmedizin, Reisemedizin und Globale Gesundheit (DTG)
- Paul-Ehrlich-Gesellschaft für Infektionstherapie
- Deutsche Gesellschaft für Pädiatrische Infektiologie (DGPI)
- Deutsche AIDS-Gesellschaft (DAIG)
- Deutsche Gesellschaft für Hygiene und Mikrobiologie (DGHM)
- Deutsche Gesellschaft für Innere Medizin (DGIM)
- Deutsche Arbeitsgemeinschaft niedergelassener Ärzte in der Versorgung HIV-Infizierter (dagnä)
- Deutsches Zentrum für Infektionsforschung (DZIF)
- Deutsche Gesellschaft für Mykologie (DGfM)
- Deutsche Sepsis-Gesellschaft (DSG)
- Deutsche STI-Gesellschaft – Gesellschaft zur Förderung der Sexuellen Gesundheit
- Deutsche Vereinigung zur Bekämpfung der Viruskrankheiten (DVV)
- Kompetenznetz Ambulant Erworbene Pneumonie (CAPNETZ),
- Österreichische Gesellschaft für Infektionskrankheiten & Tropenmedizin (OEGIT)
- Robert Koch-Institut (RKI)
- Tuberculosis Network European Trials Group (TB-NET)

## Publikationsorgan
Das Publikationsorgan der DGI ist die Zeitschrift Infection (peer-reviewed), die sechsmal im Jahr im Springer-Verlag erscheint.